# 小行星4540
小行星4540（英語：4540 Oriani）是一颗围绕太阳公转的小行星。1988年11月6日，圣维托雷天文台在博洛尼亚发现了此天体。
这颗小行星的绝对星等为260.9644202078611等。